# Ouled Makhlouf ben Khalif Allah
 (avril 2025).
Motif : Absence de sources secondaires centrées en nombre et qualité suffisants
- Archive Wikiwix
- Bing
- Cairn
- DuckDuckGo
- E. Universalis
- Gallica
- Google
- G. Books
- G. News
- G. Scholar
- Persée
- Qwant
- (zh) Baidu
- (ru) Yandex
- (wd) trouver des œuvres sur Wikidata

| 1. | Préciser le motif de la pose du bandeau. | Précisez le motif de la pose du bandeau en utilisant la syntaxe suivante : {{admissibilité à vérifier\|date=mai 2025\|motif=remplacez ce texte par le motif}}                                        |
| 2. | Informer les utilisateurs concernés.     | Pensez à avertir le créateur de l'article, par exemple, en insérant le code ci-dessous sur sa page de discussion : {{subst:avertissement admissibilité à vérifier\|Ouled Makhlouf ben Khalif Allah}} |

Les Ouled Makhlouf ben Khalif Allah (ou Khalaf Allah) (en arabe : أولاد مخلوف بن خلف الله ) sont une tribu arabe d'origine chérifienne idrisside au Maroc, ayant pour ancêtre éponyme "Makhlouf ben Khalif Allah".

## Origines
Les Ouled Makhlouf ben Khalif Allah sont des Chorfa Idrissides (descendants du Prophète). Au début du Xème siecle, le Cherif Sidi Abderrahmane El Oudghiri fut contraint de fuir Fes afin d'echapper au massacre des Idrissides perpetré par le Rogui Miknasa Moussa Ben Abou Al Afia.
Arrivé a Figuig avec 124 cavaliers, il s'y installa et y trouva refuge et sécurité.
Des siècles plus tard et en 1180, son descendant direct, le Cherif Moulay Youssef El Ouadghiri fonda Ksar Chellala Dahrania en Algerie actuelle. Grand nombre de sources dont Kitab Al Nasab d'El Achmaoui, le manuscrit de Chelalla ainsi que les recherches de l'historien Ahmed Benhabbour confirment et explicitent cela.
Moulay Youssef est ainsi considéré comme l'ancetre des Chorfas Oulad Makhlouf de Figuig dont certains se seraient installés dans la région de Chelalla.
Il existe un quartier Oulad Makhlouf situé au sein de Ksar El Oudaghir à Figuig au Maroc.

## Histoire
Les histoires locales et certains livres, affirme que ce serait des Ouled Makhlouf ben Khalif Allah, qui serait à l'origine de la fondation de la ville de Chellala, par 2 pèlerins revenant de la Mecque. Il existe également une branche des Ouled Makhlouf, nommé les « Awlad Bouzian » qui va rejoindre les « Bani Ourimech » parmi les Bani Iznassen qui vont obtenir une certaine place dû a leur statut de "chorfa".[réf. nécessaire]

## Composition tribale
Se basant sur le Kitab Al Nasab d'El Achmaoui, le grand généalogiste Si Ali Hachlaf spécifie la composition des Oulad Makhlouf à 4 factions où familles, basées à Figuig au sein du Ksar des Oudaghir: 
- Awlad Bouarich
- Awlad Ben Azza
- Awlad Meziane
- Awlad Ahmed Ben Ali

D'autres membres de ce clan vivent en Algérie depuis la fondation de Chelalla vers 1180.